# Miss Machine
Miss Machine è un album del gruppo musicale The Dillinger Escape Plan, pubblicato nel 2004.

## Tracce
1. Panasonic Youth – 2:27
2. Sunshine the Werewolf – 4:17
3. Highway Robbery – 3:30
4. Van Damsel – 2:59
5. Phone Home – 4:15
6. We Are the Storm – 4:38
7. Crutch Field Tongs – 0:53
8. Setting Fire to Sleeping Giant – 3:27
9. Baby's First Coffin – 4:02
10. Unretrofied – 5:37
11. The Perfect Design – 3:50